# Buông đôi tay nhau ra
"Buông đôi tay nhau ra" là một đĩa đơn do nghệ sĩ Sơn Tùng M-TP sáng tác và trình bày, được ra mắt vào lúc 0h ngày 20 tháng 11 năm 2015. Nó đã được chọn để xuất hiện trong album tuyển tập đầu tiên của anh, m-tp M-TP (2017).

## Phát hành
Sơn Tùng M-TP đã chia sẻ với fan trên mạng xã hội Facebook về việc anh sẽ cho ra mắt một bài hát mới và sẽ chính thức giới thiệu ca khúc này trong buổi họp mặt fan vào ngày 21 tháng 11. "Buông đôi tay nhau ra" chính thức ra mắt vào ngày 20 tháng 11 năm 2015. Trước đó, bản audio của ca khúc đã cán mốc năm triệu lượt nghe chỉ sau một ngày. Sau khi ra mắt MV, Sơn Tùng M-TP tiếp tục chuẩn bị cho liveshow M-TP Ambition - Chuyến bay đầu tiên được diễn ra tại Thành phố Hồ Chí Minh vào ngày 5 tháng 12 với sự góp mặt của hai khách mời là ca sĩ Thu Phương và rapper LK. Sơn Tùng M-TP đã trình diễn bài hát này trong lễ trao giải Làn Sóng Xanh năm 2015, và trong liveshow 3 của Hòa âm Ánh sáng (mùa 2). MV "Buông đôi tay nhau ra" cũng được đề cử giải Cống hiến 2016.

## Video âm nhạc
Video âm nhạc "Buông đôi tay nhau ra" có sự tham gia diễn xuất của Chi Pu và Sơn Tùng M-TP, kể về câu chuyện của một đôi tình nhân khi chia tay nhau. Dù rất buồn và đau khổ, nhưng cả hai vẫn cố tỏ ra mạnh mẽ khi buông tay và cầu chúc người kia được hạnh phúc. MV được thực hiện khá đơn giản so với các sản phẩm âm nhạc trước đây của Sơn Tùng M-TP., được cho là nhằm tập trung miêu tả chi tiết cảm xúc của các nhân vật trước mối tình tan vỡ. Thay vì đầu tư cho khung cảnh, nam Sơn Tùng M-TP lại xây dựng kịch bản sâu với nhiều chi tiết lột tả tâm trạng.
Sơn Tùng M-TP cho rằng vai diễn của nhân vật nam trong MV tương đối phức tạp; tuy nhiên nhờ có khả năng diễn xuất và nắm bắt nhân vật tốt của Chi Pu mà anh đã có nhiều cảm hứng và dễ dàng nhập vai chàng trai thất tình. Cảnh quay khó nhất của video là cảnh trên một khu đồi hoang vào lúc giữa trưa. Dù thời tiết lên đến 40 độ, nhưng Sơn Tùng và Chi Pu vẫn phải mặc áo len dày để phù hợp với bối cảnh mùa đông. Ngoài ra, việc di chuyển đến địa điểm quay hình cũng gặp nhiều khó khăn vì thiếu thốn cơ sở vật chất khiến quá trình quay MV bị kéo dài từ lúc thâu đêm đến tận 5h sáng. Video hiện đạt hơn 100 triệu lượt xem trên YouTube.

## Phản hồi
Sau khi ca khúc ra mắt, có nhiều ý kiến cho rằng ca khúc này có giai điệu bắt tai và có nhiều nét giống với bản "Nắng ấm xa dần" mà Sơn Tùng M-TP đã phát hành cách đây vài năm.